# عبدالوهاب الجراح
عبد الوهاب الجراح (1940م ــ 1993م) ممثل و مؤلف و مخرج مسرحي و إذاعي سوري من حلب.

## سيرته الذاتية
ولد الفنان عبد الوهاب الجراح حي الهزازة بمدينة حلب. بدأت مسيرته الفنية في منتصف الخمسينيات مع نادي المجد، حيث اكتشفه نديم ملاحفجي. عمل في العديد من المسرحيات، وأسس فرقته المسرحية الخاصة في السبعينيات. كما شارك في فيلم "الفهد". في منتصف الثمانينيات، انتقل إلى دمشق وعمل في المسرح القومي. عاد إلى حلب وأسس مهرجان حلب القومي عام 1989،شارك في تأسيس نادي شباب العروبة الفني والأدبي، لم يقتصر دوره على التمثيل فقط، بل كان له بصمة في التأليف والإخراج، خاصةً في إذاعة حلب.عبد الوهاب الجراح هو والد الممثل السوري المعروف محمد خير الجراح.

## اعماله
شارك في عدد من الأعمال الفنية في السينما والمسرح من مشاركاته:
- القرى تصعد الى القمر
- لا ترهب حد السيف
- كاسك يا وطن
- شقائق النعمان[6]
- الآثم المرح جحا نصر الدين وحماره
- غابة الذئاب
- بدي أتجوز.[7]

## وفاته
توفي عبد الوهاب الجراح في 5 آذار 1993 بعد تعرضه لأزمة قلبية حادة.في خريف 1990، والتي أقعدته عن العمل المسرحي.